# セギュール駅

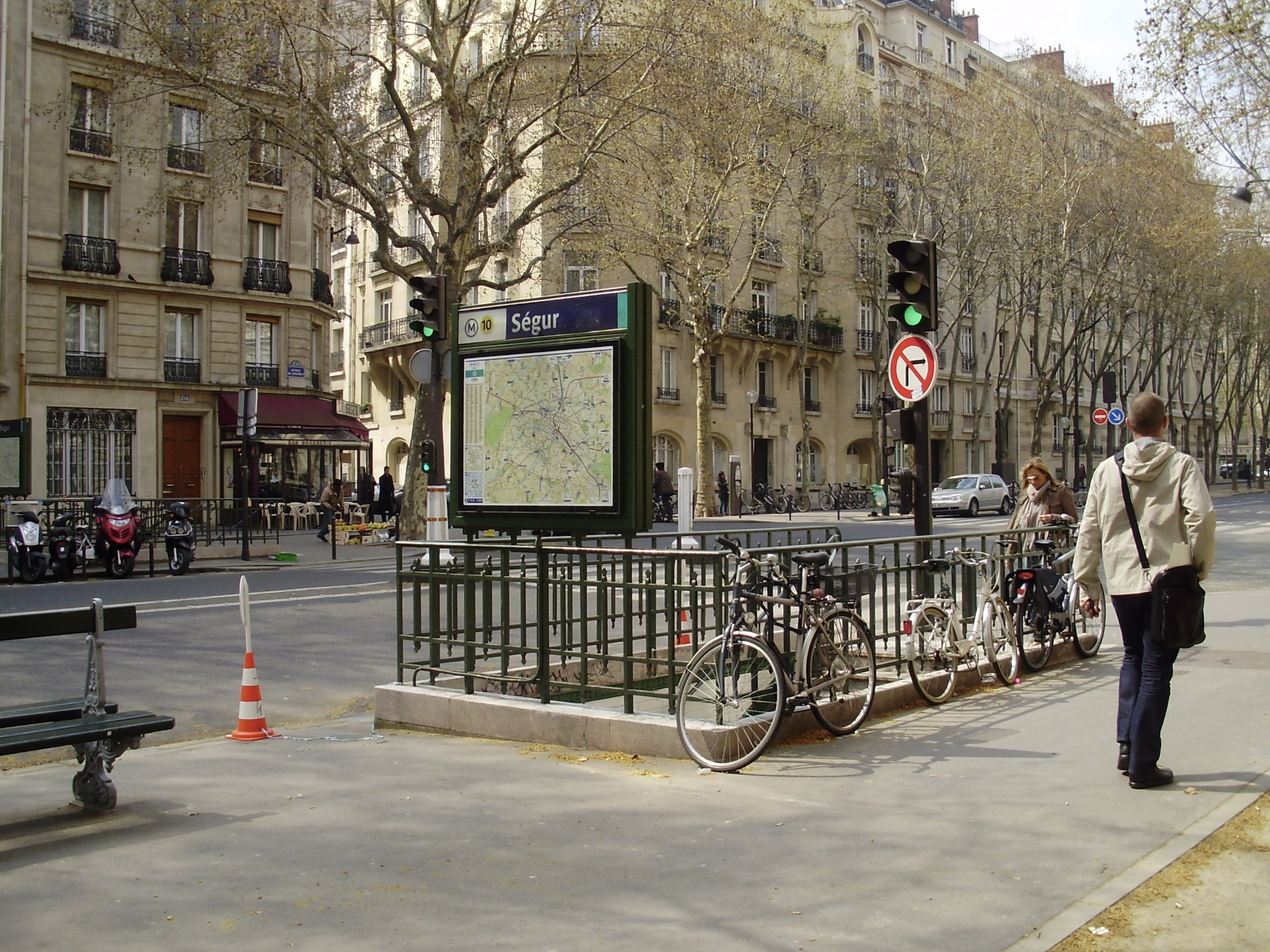
セギュール駅入口

セギュール駅 (セギュールえき、仏：Ségur) は、フランス・パリの7区と15区の境にあるメトロ10号線 (地下鉄) の駅。

## 概要
セギュール駅は、パリの地下鉄メトロ10号線の駅。パリ中央部のやや南寄り、7区と15区の境に位置しており、シュフラン大通り沿いにある。
1937年9月29日、10号線の駅として開業した。駅名は、フランスの軍人で、ルイ16世のもとで元帥となったフィリップ・アンリ・ド・セギュールにちなんで名付けられた。

## 歴史
- 1937年9月29日、メトロ10号線の駅として開業。

## 駅周辺
- 旧陸軍士官学校 （エコール・ミリテール、École Militaire）
- ブルトゥイユ広場 （Place de Breteuil）
- ユネスコ本部 （United Nations Educational, Scientific and Cultural Organization (UNESCO)）

## 隣の駅
パリメトロ
■10号線
ラ・モット＝ピケ＝グルネル駅 （La Motte-Picquet — Grenelle） - セギュール駅 - デュロック駅 （Duroc）